# Elisabeth und der Narr
Elisabeth und der Narr ist ein Filmdrama der Regisseurin Thea von Harbou aus dem Jahr 1934. In der Hauptrolle verkörpert Hertha Thiele die Bankierstochter Elisabeth.

## Handlung
Die Bankierstochter Elisabeth untersteht den Weisungen der Nonnen in einem Mädchenpensionat am Bodensee. Der einfach gestrickte Dorfmensch Michele hat sich in sie verliebt. Auch hört er immer wenn es geht, ihrem Orgelspiel zu, dem er musikalisch verfallen ist. In seinem Liebeswahn um das schöne Mädchen, welches er wohl niemals bekommen wird, erschießt er ihren Vater und versucht, den Tatverdacht auf den Organisten der Musikkapelle zu lenken. In einem Moment, in dem er unachtsam ist, tritt er daneben und stürzt von der Empore der Kirche in den Tod. In seinen letzten Atemzügen gesteht er den Mord an Elisabeths Vater. In der Folge tritt Elisabeth selbst in den Orden ein und wird Nonne.

## Erscheinungstermine und abweichende Filmtitel
Der Film passierte am 20. Dezember 1933 die Zensur und wurde am 24. Januar 1934 im Berliner Mozartsaal uraufgeführt. In Österreich kam er bereits zwei Tage später in die Kinos, am 26. Januar 1934 (dort neben dem deutschen Originaltitel auch unter dem Titel Die Nonne von St. Veith). In Brasilien wurde er unter dem Titel O Divino Milagre gezeigt und in Italien unter dem Titel Perché ha ucciso?.

## Produktionsnotizen
Gedreht wurde in der ersten Oktoberhälfte 1933 in Meersburg am Bodensee, vor dem Marktplatz, dem Schloss, der Mühle, dem Bärenbrunnen, der Kirchgasse (heute Winzergasse), der Steigstraße und den Weinbergen. Curt Prickler war Produktions- und Herstellungsleiter. Walter Reimann, der auch das Drehbuch schrieb, war gemeinsam mit Kurt Dürnhöfer für die Filmbauten verantwortlich. Die Leitung des Orchesters übernahm Werner Schmidt-Boelcke, die Standfotos stammen von Alexander Schmoll.

## Hintergrund
Das NS-Regime überprüfte den Film auf eventuell dem Regime abträgliche Inhalte und legte ihm mit dem Beschluss B.35050 im Rahmen der damals üblichen Filmzensur am 24. November 1933 ein uneingeschränktes Verbot auf. Dieser Entscheid wurde am 12. Dezember 1933 mit dem Beschluss B.35235 erneuert und bekräftigt. In einer Nachprüfung am 20. Dezember 1933 wurde aufgrund einer Beschwerde der Produktionsfirma Edda-Film, mit dem Nachtragsbeschluss O.07150 lediglich Teile des Films einer Aufführung nicht gestattet, der Rest des Films wurde freigegeben, aber mit einem Jugendverbot auferlegt. Dies geschah auch vor dem Hintergrund, dass der Film nicht unter seinem eigentlichen Titel Elisabeth – Die weisse Schwester von St. Veith erscheinen durfte, denn dieser Titel erschien dem Regime unpassend. Zugelassen wurde der dem NS-Regime als passender, abweichende Titel Elisabeth und der Narr.